# 木曾氏
木曾氏（きそし）は、日本の氏族の一つ。
美濃国恵那郡の木曾谷にあった大吉祖荘と小木曾荘を支配していた国衆である（後に木曾谷は信濃国筑摩郡に移されるが、その具体的な時期には諸説あり）。

## 清和源氏義賢流の木曾氏
源義仲が木曾谷の中原兼遠の庇護下に置かれ、通称「木曾次郎」と名乗ったことに始まる。子の義高の代に滅亡した。義仲の子で存在が確実なのは義高のみである。

### 一族
- 源義仲（木曾義仲）
- 源義高（木曾義高、清水冠者義高）
  - 延慶本『平家物語』『尊卑分脈』では「源義基」と表記[1]。
  - 覚一本『平家物語』では「源義重」と表記。
  - 長門本『平家物語』『木曽考』『木曽殿伝記』『西筑摩郡誌』では「源義隆」と表記[2]。
  - 『源平盛衰記』では「清水冠者」とのみ記され諱は記されていない。
  - 『曽我物語』では「源義衡」と表記。
- 源義重（『西筑摩郡誌』では二男とし、木曾氏の祖とする）
- 源義基（『木曽考』・『木曽殿伝記』では三男とし、木曾氏の祖とする[3]） 義基と弟・義宗が義仲の死後遺臣に匿われ、現在の群馬県渋川市北橘町箱田に落ち延びたという伝承が当地の木曾三柱神社にあるが、疑わしい[4]。
- 源義宗（『尊卑分脈』では四郎とされ、『西筑摩郡誌』では後の義茂）
- 源基宗（『高遠記集成』では義仲の五男とし、木曾氏の祖とする）

### 子孫
- 葦原検校（木曾義長） - 義仲の子孫と称した江戸幕府の奥医師。木曾氏の再興を目指した人物[5]。
- のちの時代に信濃国の木曾氏が子孫を称する。
- 後裔に清水氏、山下氏などがある[6]。

## 信濃国の藤原流木曾氏

### 概要
信濃国の藤原流木曾氏は、南北朝時代から室町時代後期にかけて木曽谷を領した国人領主。戦国時代の木曾氏は、かつて治承・寿永の乱で木曽谷から発して上洛を果たした木曾義仲の子孫を自称した（義仲の子である義宗（夭折）の末裔と自称）。実際には本姓は藤原氏（上野国沼田郷を拠点とした沼田氏、藤原秀郷流）とされ、沼田氏の当主の沼田家国（伊予守）の子で、義仲の義弟（義仲の側室の弟）で、義宗の母方の叔父でもある木曾基宗（刑部少輔）が「木曾氏」と称して、義仲・義宗父子の末裔と仮冒し、信濃国筑摩郡木曽谷を支配したとされる。

### 出自
木曾家の家譜『高遠記集成』によると、鎌倉時代に信濃国木曾谷に義仲の五男と称した基宗・義茂父子が存在したといわれる。以降は義茂の子・基家、家仲、家教と木曾家直系が相続されたという。
『西筑摩郡誌』（1973年） では初代を木曽義仲として2代目を二男義重とし、天福2年（1233年）、鎌倉幕府4代将軍藤原頼経から義重が木曽と仁科を賜り、自身は仁科を領し、弟の四郎義宗に木曽を譲ったとある。また、木曽を譲られた義宗は沼田に居を構えて「沼田義茂」を称したとしている。
江戸時代に木曽谷を実質支配した尾張藩の木曽代官・山村良景が編纂した『木曽考』（大日本地誌大系刊行會）では、義仲を祖としている点は同じだが、2代目は三男義基（幼名・万寿丸）としている。
義基は父・義仲の敗死後、安曇郡の豪族仁科義重に臣従し、曽山神明宮（長野県大町市八坂）に庇護され、のちに木曽谷の領主に据えられた。
『木曽殿伝記』によると、義仲没落後に義重・義基・義宗は外祖父にあたる上野国沼田の「伊予守藤原ノ家国」を頼り、その地で蟄居したとある。そして鎌倉幕府5代将軍藤原頼嗣の時代に、木曾氏4代目とされる基家が上野国と相模国に所領を得たとしている。
この伝承は『木曽考』にも取り上げられており、木曾氏との関係について『木曽考』では、沼田氏を称していた7代目家村が、暦応元年（1338年）に足利尊氏に属して戦功を挙げ、恩賞として木曽谷北部の大吉祖荘の宛行を受けて入部したとある。
『日本苗字大辞典』では『木曽考』の説に則っており、三男の義基から義茂・基家と続き、家仲と家教が沼田姓、家仲の孫の家村から木曾姓となっている。
ただし、これらはいずれも伝承として伝えられているものである。
史料上の初見とされるのは、至徳2年（1385年）の水無神社と黒沢御嶽神社（共に現木曽町）の棟札に記された「伊与守藤原家信」（「伊与」＝「伊予」）とされる。さらに、正長元年（1428年）の木曽白山神社の棟札には、「当地頭藤原家友」と記されている。その他に、木曽郡大桑村の定勝寺に宛てた享徳4年（1455年）の「左京大夫家賢」の書簡、康正2年（1456年）の「家定」の判物などがある。
これらの史料から、初期の木曾氏は藤原氏を称していたこと、「家」を通字としていたことが判明している。反面、義仲や源氏との繋がりを示すものは見つかっていない。また藤原姓として残る「家信」と「家友」は木曽氏の系譜には載っておらず、どのような位置付けにあったかは、いまだ判明していないが、領内の有力社寺の棟札に名のある点から、少なくとも木曾氏本流に近い有力者であったことは想定できる。
木曾氏が義仲を意識して源氏を称するようになるのは、室町時代後期の文正元年（1466年）に興禅寺（木曽町福島）に寄進した梵鐘銘の「源朝臣家豊」からとされる。

### 南北朝時代～室町時代
南北朝時代の木曾氏に関する確かな史料は少ないが、伝承ではおおむね家村（又太郎家邨）が弟の家定・家道とともに、足利尊氏の北朝方として活躍し、木曾谷に勢力を扶植したとしている。木曾氏の系図でも、家村の子らから木曽谷の土豪である黒川氏、千村氏、馬場氏らを輩出している。
また『高遠記集成』では、家村の男子すべてが早世したため、弟・家道の子・家頼が伯父・家村の養子となり、木曾氏を継いだとしている。
正中2年（1385年）、家頼の子・家親の代に御嶽神社の若宮を建立、次代の親豊は永享2年（1430年）に禅院定勝寺を、永享6年（1434年）には福島に興禅寺を創建しており、木曾谷に勢力を拡大していることがうかがわれる。
また、前述の木曽氏の書簡としては最古とされる木曾家賢（左京大夫家賢）による享徳4年（1455年）の定勝寺住持補任状には、「木曽庄浄戒山定勝禅寺」と木曽谷全域を指すと思われる「木曽庄」の文言が使用されており、古来からの呼び名（北部を大吉祖荘、南部を小木曾荘）からの変化により、この時期に木曾谷全域をほぼ支配下に置いていたと考える向きもある。
応仁元年（1467年）に時の将軍足利義政から小笠原家長の子定基に宛てた御教書には、「濃州凶徒等退治の事、木曽殿に仰せつけられ、合力致し」として「木曽殿」が登場する。また、同じ定基宛の細川政国の書状にも、「木曽兵部少輔」と協力するようにと記載されている。これらは木曾家豊を指すと考えられ、当時の室町幕府に木曾氏の勢力が認められていたと伝わる。

### 戦国時代
戦国時代には義元が領国の隣接する信濃守護・小笠原氏と争い、さらに西に隣接する飛騨の三木氏と争う。永正7年（1510年）に義元は三木重頼（三木直頼の父）との戦いによる戦傷がもとで死去し、12歳の義在が後継者となる。
義在は叔父の義勝に後見され、永正10年（1513年）に将軍足利義稙に従って近江に出陣した記録もあるが、父の代に争った飛騨の三木氏との関係も修復するなど対外的な勢力拡大策を取らず、内政重視の施策に専念する。そして天文2年（1533年）には、木曽谷を南北に縦断する妻籠から新洗馬までの宿駅を定めるなど交通網を整え、信濃と美濃や飛騨との流通を握ることで経済的基盤を確立することに成功する。
天文11年（1542年）に家督を相続した義康（中務大輔、宗春）も、小笠原氏や信濃諏訪郡の諏訪氏との友好関係を築くなど、父義在の内政重視策を継承して木曾氏の勢力基盤を充実させていった。しかし甲斐の武田信玄により、天文14年（1545年）には諏訪氏が没落、天文17年（1548年）には小笠原長時が塩尻峠の戦いに敗北して没落する。
翌天文18年（1549年）には、ついに木曽谷にも武田軍が侵攻する。いったんは鳥居峠で撃退するものの、天文23年（1554年）武田氏による木曽攻略が本格化する。『勝山記』によれば、義康は天文23年8月頃に武田氏に出仕したという。なお、木曽氏が武田氏に降伏した時期を弘治元年（1555年）とする説もあるが、前年であることが指摘される。
義康は娘の岩姫を人質として武田家に送るものの、信玄の三女・真理姫と嫡男・義昌の縁組により、御一門衆として遇されることになる。武田氏の下で木曽氏を継承した義昌は、永禄7年（1564年）に信玄の命で飛騨の江馬時盛支援のために出兵するが、その他は対外的な活動は見られず、祖父以来の領内経営に当っていたと思われる。
元亀4年（1573年）4月12日に信玄が死去。跡を継いだ勝頼が天正3年（1575年）5月21日に長篠の戦いで織田・徳川に敗北する。東京国立博物館所蔵「甲州・真宗・武州古文書」収録の「某起請文写」では織田・徳川・上杉らを敵と認識し、武田勝頼・木曽義昌への逆臣がないことを誓約しており、木曽家臣が提出されたものであると考えられている。年代は天正4年4月に推定されており、同時期に武田家中において提出された起請文は見られないことから、勝頼が木曽氏の動向に対して注意を払っていた資料として注目されている。
天正10年（1582年）2月以前に義昌は織田信長の誘いに応じて離叛する。この離反は同年3月の織田信忠による甲州征伐の引き金となり、武田氏滅亡へと繋がる。
武田滅亡により、義昌は織田家から安曇郡と筑摩郡の宛行を受けて深志城主（現在の松本城）となる。同年6月の本能寺の変により甲斐・信濃の武田遺領を巡り天正壬午の乱が発生する。越後上杉氏の支援を受けた小笠原洞雪斎の侵攻を受け、木曽谷へと戻ることになった。
その後は、徳川家康と盟約を結び本領を安堵され、天正12年（1584年）の小牧・長久手の戦いで豊臣秀吉に味方するが、戦いの後は徳川家に帰参。天正18年（1590年）の小田原征伐後、徳川家の関東移封に伴い、下総国海上郡阿知戸1万石（現在の千葉県旭市）に移封された。
文禄4年（1595年）阿知戸城において義昌は死去。その後を嫡男の義利が継ぐが、義利は叔父の木曾義豊（上松蔵人）と不和となり殺害するなど粗暴な振る舞いが多く、慶長5年（1600年）頃に改易となった。なお、義昌が木曽から阿知戸1万石に移封された事に関しては「実質的な減封」、義昌の死去に対しては「失意のうちに」と表されることが多い。ただ江戸時代に木曽谷を実効支配した木曽代官の山村家（木曽氏の旧重臣）が7千5百石（一説には一万石）とされている点から、石高上は減封ではない。それが「実質的な減封」と伝えられる理由にはいくつか説（環境の激変や当時の阿知戸は実質6千石程度だったなど）があり、また義利の改易に至った振る舞いも、「実質的な減封」に由来する不満からとの説がある。
関ヶ原の戦いで家康は下野国小山の陣に木曾氏遺臣の山村良勝、千村良重、馬場昌次を召しだし、豊臣方の石川光吉が抑える木曽路を平定するよう命じた（関ヶ原合戦前後の徳川家康文書）。

### その後
阿知戸を退去した後の義利に関しては、確たる史料に基づく消息は残っていない。改易に際しても、「下総国に流罪」とする説と単に「追放」とする説がある。また、寛永16年（1629年）に伊予松山で没したとする説もあるが、確証は無い。
義利の子の玄蕃義辰（よしとき）は後の伊予松山藩主松平家に仕えたが後に故あって浪人し、その子らは最終的に元の木曾家臣で親族であった千村氏・山村氏を頼り美濃・尾張また江戸にて秩禄を喰んだ。
義昌には他に二男義成と三男義一（義通）がおり、義成は豊臣秀頼に仕えて大坂夏の陣で戦死、義一は母の真竜院と共に木曽谷で隠遁したとされるが、その後や子孫に関しては伝わっていない。
この後、木曾氏に関する同時代史料は途絶えているが、江戸時代後期に至り、江戸幕府の奥医師、葦原検校（木曾義長）が木曾氏末裔を称し、子に祖先の事蹟を執筆させた『木曾氏家禄』が群馬県渋川市北橘村の子孫の家に伝わっている。これによれば、寛文3年（1663年）義辰が松山で死去後、次代義徳は寛文6年（1666年）江戸に出て尾張藩への仕官を求め、その養子義近が尾張藩に800石で取り立てられた。次代義敦は享保末頃浪人となり、次代義忠、その次代義富と仕官を求めて剣術師範として諸国を遍歴した。
義富の子義長は幼くして失明したため、異母の家名葦原氏を称し、鍼術をもって松代藩主真田家に仕えたが、次第に名声を得て、ついに江戸幕府奥医師に取り立てられた。
弘化元年（1844年）、東漸寺（千葉県旭市）において、木曾義昌公250回忌を営んだ記録が残されている。この東漸寺は義昌が阿知戸に入部した際に木曽家累代の菩提寺として建立された寺で、このとき寄せられた追悼の和歌400首を収めた『慕香和歌集』が現在も旭市の指定文化財として残されている。この『慕香和歌集』には公卿や大名の追悼歌も含まれている。
なお、この時に国学者野々口隆正がいわゆる、木曽義仲：旭日将軍を詠んだ「信濃より いつる旭をしたひきて 東の国にあととどめけむ」との追悼歌から、明治時代に旭町の町名が生まれ、現在の旭市へと継承された。
幕府で高位を得た葦原検校は木曾氏の再興を目指し、当初長男義寛の番入を画策する。天保13年（1852年）に義寛が夭逝したため、三男義久を総領とし、安政3年（1856年）ついに大番に取り立てられた。
義久の死後、その弟義方が養子として家督を継いだが、江戸幕府が瓦解し、明治5年（1872年）頃、木曾氏旧臣の集住していた群馬県勢多郡箱田村（渋川市北橘町）に単身移住し、木曾三社神社宮司、玉匣小学校訓導を務めた。
明治12年（1879年）義方が死去すると、東京にいた一人息子義孝が箱田に迎えられ、以降同地に義一、義久と続いている。

### 一族
信濃木曾谷・木曾氏（藤原氏）
- 木曾義茂（基宗の子、別名：宗仲）
  - 木曾経義（義茂の弟、別名：宗詮）
    - 木曾義任（経義の子）
    - 木曾為教（経義の子）
- 木曾基家（義茂の子）
- 木曾家仲（基家の子）
- 木曾家教（家仲の子、兵庫頭）
  - 木曾家宗（家教の弟、贄川氏祖）
- 木曾家村（家教の子、又太郎家邨、木曾家再興者と称する）
  - 木曾家定（家村の弟）
  - 大石信重（家村の弟、大石氏祖）
  - 木曾家道（家村の弟）
    - 木曾義親（家村の子、夭折）
    - 木曾家昌（家村の子、夭折）
    - 木曾家景（家村の子、甲斐馬場氏祖）
    - 木曾家満（家村の子、夭折）
    - 木曾家重（家定の子、千村氏祖）
    - 木曾家佐（家定の子、上野氏（牧野氏）祖）
    - 木曾家任（家定の子、黒川氏祖）
- 木曾家頼（家村の甥でその養子、家道の実子）
- 木曾家親（家頼の子）
- 木曾頼豊（家親の子）
- 木曾信道（頼豊の子）
- 木曾豊方（信道の子）
- 木曾家賢（豊方の子）
  - 木曾家信（家賢の弟）
    - 木曾義光（家信の子）
    - 木曾正行（家信の子）
    - 木曾政春（家信の子）
- 木曾家豊（家賢の子）
  - 木曾家範（家豊の弟）
  - 木曾家益（家豊の弟）
  - 木曾家盛（家豊の弟）
- 木曾義元（家豊の子）
  - 木曾義勝（義元の弟、熱川氏祖）
- 木曾義在（義元の子）
  - 木曾玉林（義在の弟、諱は不詳。古畑氏祖）
- 木曾義康（義在の子）
- 木曾義昌（義康の子）
  - 木曾義豊（義昌の弟、上松蔵人、上松氏祖）
- 木曾義利（義昌の子）
  - 木曾義春（義利の弟、豊臣秀頼に仕えたとも）
  - 木曾義通（義利の弟、母とともに木曾に隠棲）
- 木曾義辰（義利の子、玄蕃充、法名：宗剣）
- 木曾義広（義辰の子）
  - 木曾義徳（義広の弟）
  - 木曾義偶（義広の弟）

### 子孫
- 木曾義長(葦原検校) … 江戸幕府の奥医師。

### 系譜
```
義辰以降

　　
義辰

　　 ┃
　　
義敦

　　 ┃
　　
義忠

　　 ❙
　　
義長

　　 ┣━━┳━━┳━━┳━━┓
　　義寛　忠義　
義久
　義信　
義方

　　　　　　　　　　　　　　 ┃
　　　　　　　　　　　　　　義孝
　　　　　　　　　　　　　　 ┃
　　　　　　　　　　　　　　義一
　　　　　　　　　　　　　　 ┃
　　　　　　　　　　　　　　義久
```

### 家臣
- 山村氏（木曾家筆頭家老職）
  - 山村良利（三河国司山村氏三河守）
  - 山村良候（三郎九郎・七郎右衛門・三郎左衛門）
  - 山村良安（十三郎・甚兵衛）
  - 山村良勝
- 奈良井氏
- 高遠氏
- 原氏

### 庶家
- 千村氏
- 馬場氏
- 三尾氏
- 贄川氏
- 大石氏
- 上野氏（牧野氏）
- 黒川氏
- 熱川氏
- 古畑氏
- 上松氏
- 旭氏

### 異説
異説として、美濃国小木曾荘の地頭であった真壁氏が後期木曾氏の祖であるとする説もある。この説を採用すると、木曾氏は常陸平氏の流れを汲んでいたことになる。この説に対しては、藤原氏系の木曾氏が南北朝時代（14世紀後半）に小木曾荘に進出して真壁氏に取って代わったとする見方がある他、これとは別に小木曾荘の真壁氏が南北朝時代に足利尊氏に従って東国に下向した際に常陸の真壁氏嫡流を追放して後期真壁氏の祖となったとする説（この説では戦国武将の真壁氏幹は小木曾荘の真壁氏の末裔となる）も出されている。小木曾荘の真壁氏＝後期真壁氏説では、同氏は美濃を引き払って常陸に戻ったことになるため、後期木曾氏の祖とする説との両立は難しいことになる。なお、戦国期の木曾氏の被官に同氏の一族とみられる真壁を名乗る者がいたことが知られている。

## 桓武平氏三浦氏族の木曾氏
平姓三浦氏族蘆名一門の木曾氏も存在する。『三浦系図』には「芦名二郎為長の子為永（木曾次郎）」とある。『姓氏家系大辞典』では岩代国耶麻郡木曾村（現在の福島県喜多方市山都木曾）が発祥の地ではないかと推測している。

## 美作国の木曾氏
信濃国の木曾氏の子孫とされる美作国の木曾氏である。
伝説によると、近江国鹿飛村に住んでいた木曾義利の曾孫・太郎左衛門源元義が、慶長5年（1600年）関ケ原の戦いで石田三成の西軍に属して東軍と戦ったため、播磨国長谷に隠れた。そして慶長10年（1605年）になってから、木曾元義は津山藩主森忠政を頼って美作国津山を訪れ、粟倉庄庄屋の役目を命じられたとされる。

## 関連寺院
- 興禅寺 (長野県木曽町)
- 長福寺 (長野県木曽町)
- 定勝寺
- 東漸寺 (旭市)